# Quintus Mus. Primus
Quintus Mus. Primus war ein im ersten Jahrhundert tätiger römischer Ringmacher, ein anularius, der in Piacenza tätig war. Von ihm sind keine bekannten Werke überliefert. Er ist einzig durch seine erhaltene Grabinschrift aus Piacenza bekannt und war demnach ein Freigelassener eines Lucius Quintus. Die (aufgelöste) Inschrift lautet: